# کاتابولیز

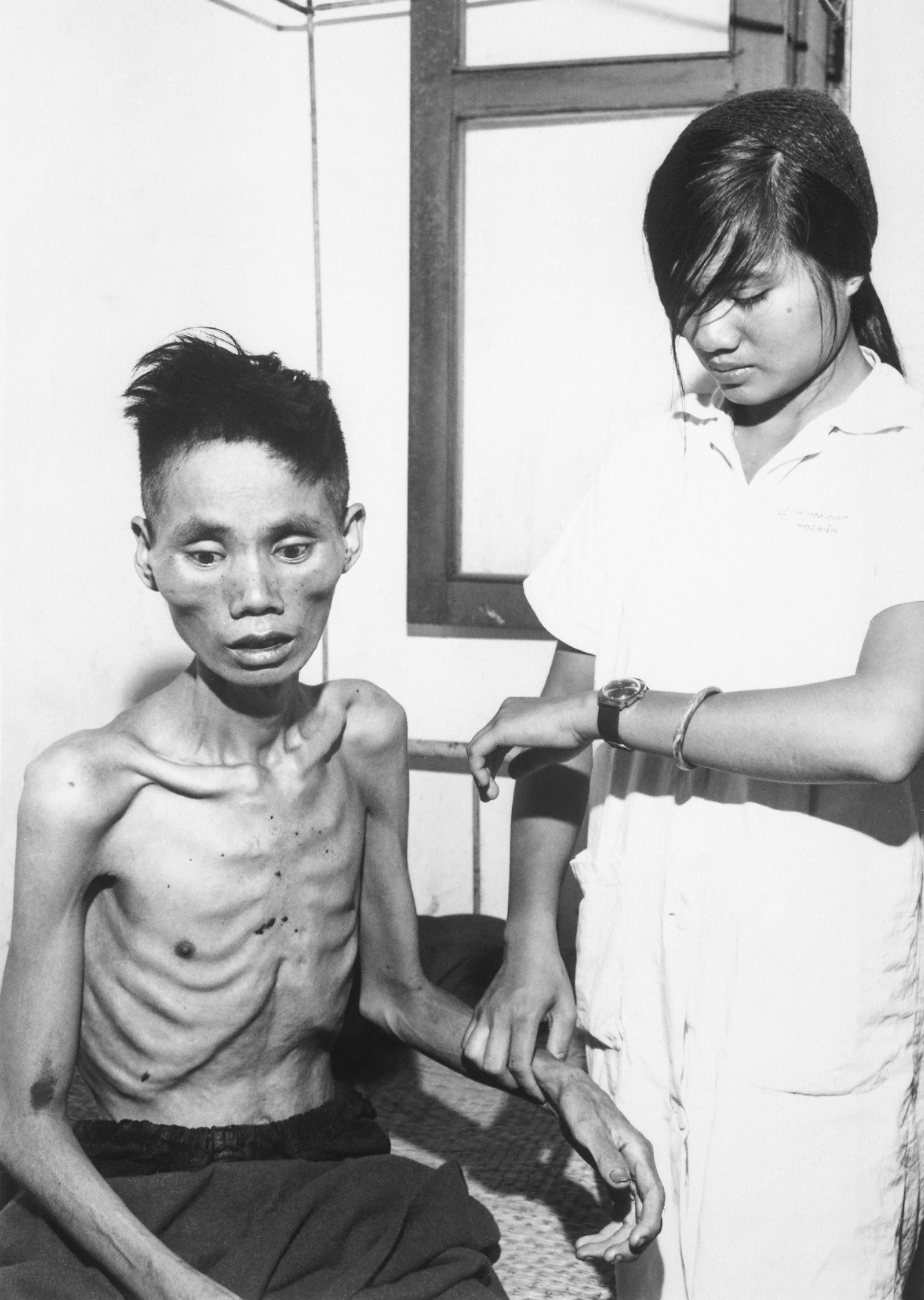
مرد ۲۱ ساله ویتنامی(Le Van Than)دچار سوءتغذیه پس از گذراندن یک ماه در زندان ویت‌کانگ(جبهه رهایی بخش ملی)

کاتابولیز شدیدترین نوع سوءتغذیه است که در آن بدن چربی‌ها و ماهیچه‌ها را به منظور بقا تجزیه می‌کند. این اختلال تنها درصورت عدم جذب هیچ‌گونه پروتئین، کربوهیدرات و ویتامین ایجاد می‌شود.
این اختلال بیش‌تر در مناطق فقیر و دچار به قحطی‌زدگی دیده‌می‌شود.

## علایم
با توجه به سوخت‌وساز پایه‌ی بدن، کاتابولیسیس تنها پس از یک تا دو ماه پس از قطع تغذیه خطرناک می‌شود. از این پس، درصورت عدم درمان، آسیب ماهیچه‌ها و اندام‌ها می‌تواند دائمی باشد و موجب مرگ شود. درواقع، کاتابولیسیس آخرین کوشش بدن و به‌خصوص دستگاه عصبی برای بقاست.
منابع پروتئین در بدن چون ماهیچه‌ها اسید آمینه‌های لازم برای این فرایند را فراهم می‌کنند. این اسیدهای آمینه در کبد به آلفاکتواسید تبدیل می‌شوند، و سپس می‌توانند برای نگاه‌داشتن میزان لازم قند خون به گلوکز تبدیل شوند.
این شرایط هنگامی که فرد شروع به از دست دادن وزن ماهیچه‌های خود می‌کند خطرناک می‌شود، چرا که نشانهٔ این است که بدن ذخایر عمدهٔ چربی را سوزانده و هم‌اکنون به ماهیچه‌ها و اندام‌ها حمله کرده‌است. در نتیجه، فرد دچار کاهش وزن، ضعف و حتی تحلیل کامل ماهیچه‌ها می‌شود. 
احساس ضعف در ماهیچه‌ها لزوماً از علایم کاتابولیسیس نمی‌باشد، چرا که ماهیچه‌ها به‌طور طبیعی درصورت عدم جذب اکسیژن و انرژی دچار ضعف و خستگی می‌شوند.
درصورتی که این روند ادامه پیدا کند، بدن دیگر قادر به سنتز پروتئین نخواهد بود، و درمان بیهوده خواهد بود. 
بدن دارای ذخایر طبیعی چربی در بافت‌های چربی است که یکی از بافت‌های پیوندی می‌باشد. فرد تا زمانی که بدن این چربی‌های باقی‌مانده را می‌سوزاند می‌تواند زنده بماند. 
فرد دچار کاتابولیسیس می‌تواند در اثر تجزیهٔ بافت‌های چربی و ماهیچه‌ای و انتقال آن‌ها به مغز و دستگاه عصبی میزان بالایی اسید آمینه و چربی در خون داشته باشد. وی هم‌چنین می‌تواند دچار تب شود، چرا که بدن برای انتقال مواد غذایی به خون سخت فعال است.

## درمان
کاتابولیسیس درصورت عدم درمان به‌موقع منجر به مرگ می‌شود. درمان این اختلال از طریق مصرف دارو انجام می‌گیرد. با این حال فرد ممکن است به تغذیهٔ وریدی، تزریق خون و اکسیژن نیاز داشته باشد.
پس از شروع درمان، با توجه به وخامت بیماری، بین چند هفته تا چند ماه طول می‌کشد تا بدن منابع چربی و ماهیچه‌های خود را بازسازی و ترمیم کند. با این وجود، درصورت پیش‌رفت بیش از حد بیماری، بدن دیگر قادر به انجام این کار نخواهد بود.